# Norditalienische Tiefebene
Koordinaten: 45° 0′ N, 11° 0′ O
Die Norditalienische Tiefebene, auch Oberitalienische Tiefebene (oder auch: Padanische Ebene) ist eine Großlandschaft Italiens. Sie setzt sich zusammen aus der Po-Ebene (italienisch Pianura padana) und nordöstlich anschließend der Ebene in Venetien und im Friaul (italienisch Pianura veneto-friulana).

## Lage und Landschaft
Die Norditalienische Tiefebene erstreckt sich entlang des Inneren des Alpenbogens und nördlich des Apennin bis an die Obere Adria.

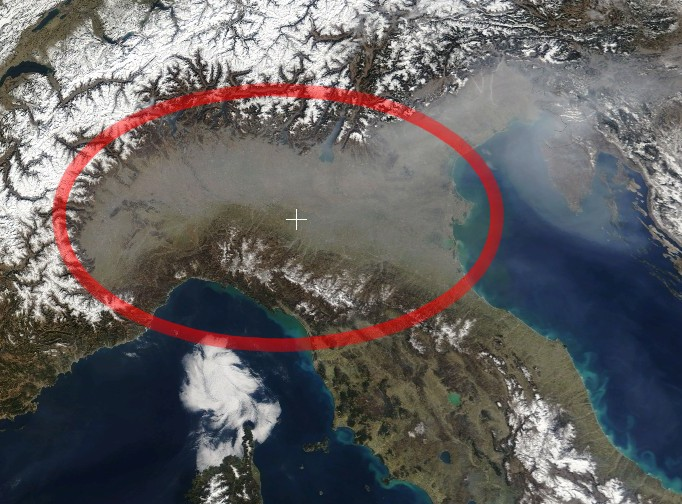
Satellitenbild von Norditalien: die Po-Ebene ist das Gebiet innerhalb des roten Ovals, die Norditalienische Tiefebene das gesamte unter Nebel liegende Gebiet (der sich noch weiter über Istrien und in den oberen Saveraum erstreckt)

Die Landschaft umfasst als Großteil die Po-Ebene, im Osten die Küstenebenen des Friaul und des Veneto und nördl. des Apennin die Ebene der Romagna. Da man für den Westen allgemein von „Po-Ebene“ spricht (italienisch padana als Adjektiv zu Po), verwendet man den Ausdruck „Norditalienische Tiefebene“ speziell in Bezug auf den Ostteil, wo das Küstentiefland keinen expliziten Landschaftsnamen hat. Das Einzugsgebiet des Po als Hauptfluss des Raumes umfasst den Raum um Turin und Mailand und zieht sich bis Ferrara, der allgemeinere Begriff umfasst auch die Ebenen von der unteren Etsch über Piave, Tagliamento und Isonzo im Raum von Verona und Padua bis Venedig und Udine, sowie das Flussgebiet des Reno zwischen Bologna und Ravenna und der kleineren Apenninflüsse bis Rimini. Einzelne Gebiete haben Namen, so die Veroneser Tiefebene (Bassa Veronese).
Politisch gehört die Ebene zu den italienischen Regionen Piemont, Lombardei, Emilia-Romagna, Venetien und Friaul-Julisch Venetien sowie zu einem kleinen Teil zum Schweizer Kanton Tessin.
Die Norditalienische Tiefebene bildet den Übergang auf die Italienische Halbinsel, sie kann daher auch noch zu Zentraleuropa (Mitteleuropa) – im weitesten Sinne dieses Begriffs – gerechnet werden. Die Linie unterer Po – Bormida (in etwa Venedig – Piacenza – Alessandria – Savona) bildet auch die Grenze des Alpenraums, dabei wird aber heute auch die ganze Norditalienische Tiefebene als Teil eines erweiterten Alpenraums als Makroregion gesehen. Beiderseits des Po spricht man auch von Südlichem Alpenvorland und nördlichem Apenninvorland. Die Partei Lega Nord nennt die Region aus politischen Gründen heute Padanien, um ihre Eigenständigkeit herauszustreichen, doch ist dies keine offizielle Bezeichnung.
Dabei ist nicht der gesamte Raum Tiefebene im engeren Sinne, der Po erreicht zwar schon bei Casale westlich von Mailand die 100 Meter Meereshöhe, aber gut die Hälfte des Raumes ist sanftes Hügelland, insbesondere im Piemont, der nördlichen Lombardei und im unteren Friaul. Auch der Apennin streicht flachwellig aus. Zwischen Verona, Vicenza und Padua liegen mit den Colli Berici und den Colli Euganei sogar Ausläufer der Alpen, sie stellen eine gewisse natürliche Gliederung in einen subalpineren West- und den adriatischen Ostteil dar.
In einem gut 50 Kilometer breiten Saum an der Adria ist es dann schon so flach, dass die Grenzen der Flussgebiete zu verschwimmen beginnen, dieser Landstrich ist zwischen den Mündungsläufen (von denen einige, wie der Tagliamento, trockenfallende Torrentes sind) von einem dichten Netz von Kanälen durchzogen. Die hydrographische Abgrenzung der Einzugsgebiete der großen Alpenflüsse läuft dort oft direkt am Ufer.
Die Ebene entstand seit dem Tertiär im Rahmen der alpinen Gebirgsbildung durch Erosion und Sedimentation der Alpenflüsse in die vorgelagerte geologische Senke der oberen Adria, die abwechselnd Festland bzw. ein Flachmeer war. Dieser Molassetrog ist zum Teil mehrere tausend Meter tief mit Sediment angefüllt.